# دلقک‌ماهی آتشی
دلقک‌ماهی آتشی (نام علمی: Amphiprion melanopus) نام یک گونه از سرده دواره‌ای‌ها است.